# カルロス・コーポラン
カルロス・フェルナンド・コーポラン（Carlos Fernando Corporan , 1984年1月7日 - ）は、プエルトリコ・ハト・レイ出身のプロ野球選手（捕手）。右投両打。現在は、MLBのシカゴ・カブス傘下に所属している。

## 経歴

### プロ入り前
2001年のMLBドラフトでアナハイム・エンゼルスから29巡目（全体869位）指名されたが、フロリダ・ゲートウェイ大学へ進学した。

### プロ入りとブルワーズ時代
2003年のMLBドラフトでミルウォーキー・ブルワーズから12巡目（全体339位）指名され、6月4日に契約。この年はルーキー級アリゾナリーグ・ブルワーズとパイオニアリーグのルーキー級ヘレナ・ブルワーズでプレー。
2004年はA級ベロイト・スナッパーズで63試合に出場し、打率.228・1本塁打・16打点・1盗塁だった。
2005年はA級ウェストバージニア・パワーで99試合に出場し、打率.239・9本塁打・38打点だった。
2006年はA+級ブレバード・カウンティ・マナティーズで86試合に出場し、打率.270・3本塁打・38打点だった。9月にAA級ハンツビル・スターズへ昇格し、3試合に出場した。
2007年はA+級ブレバード・カウンティで開幕を迎え、23試合に出場。打率.363・3本塁打・19打点の成績を残し、5月にAA級ハンツビルへ昇格。AA級ハンツビルでは56試合に出場し、打率.201・2本塁打・24打点・1盗塁だった。
2008年はAA級ハンツビルで34試合に出場し、打率.265・3本塁打・15打点・1盗塁だった。7月にAAA級ナッシュビル・サウンズへ昇格。AAA級ナッシュビルでは26試合に出場し、打率.230・3本塁打・12打点・1盗塁だった。
2009年はAAA級ナッシュビルで開幕を迎え、8試合に出場後、4月30日にブルワーズとメジャー契約を結んだ。5月6日のシンシナティ・レッズ戦でメジャーデビュー。8回裏から捕手の守備に就き、9回表のメジャー初打席では、ポール・ヤニッシュから左前打を記録した。その後は出場機会がなく、5月14日に2番手捕手のマイク・リベラが故障者リストから復帰したため、AAA級ナッシュビルへ降格した。降格後はAAA級ナッシュビルで21試合に出場したが、打率.156と振るわず、6月にA+級ブレバード・カウンティへ降格。7月にAAA級ナッシュビルへ再昇格したが、8月21日にDFAとなり、AAA級ナッシュビルへ降格した。オフの11月9日にFAとなった。

### ダイヤモンドバックス傘下時代
2009年12月4日にアリゾナ・ダイヤモンドバックスとマイナー契約を結んだ。
2010年は傘下のAAA級リノ・エーシズで87試合に出場し、打率.290・12本塁打・50打点・3盗塁だった。オフの11月6日にFAとなった。

### アストロズ時代
2010年11月12日にヒューストン・アストロズとマイナー契約を結んだ。
2011年は傘下のAAA級オクラホマシティ・レッドホークスで22試合に出場後、6月10日に3番手捕手のロビンソン・キャンセルと入れ替わる形で、アストロズとメジャー契約を結んだ。その後は52試合に出場し、打率.188・11打点だった。オフの11月16日に40人枠を外れ、AAA級オクラホマシティへ降格。11月29日にアストロズとマイナー契約で再契約した。
2012年はAAA級オクラホマシティで開幕を迎え、49試合に出場。7月15日に正捕手のジェイソン・カストロが故障者リスト入りしたため、再びアストロズとメジャー契約を結んだ。昇格後は18試合に出場したが、8月12日にカストロが故障者リストから復帰したため、AAA級オクラホマシティへ降格。9月3日にメジャーへ再昇格。この年は27試合に出場し、打率.269・4本塁打・13打点だった。
2013年は自身初の開幕ロースター入りを果たした。この年はカストロに次ぐ2番手捕手として64試合に出場。打率.225・7本塁打・20打点だった。
2014年も2番手捕手として55試合に出場し、打率.235・6本塁打・19打点だった。
2015年1月15日にアストロズと97万5000ドルの1年契約に合意した。しかし、1月20日にコルビー・ラスムスの加入に伴い、DFAとなった。

### レンジャーズ時代
2015年1月21日にアキーム・ボスティックとのトレードでテキサス・レンジャーズへ移籍した。7月17日に左手親指の捻挫で15日間の故障者リスト入り、9月1日に復帰したが、シーズンオフに手術が必要となったため、ポストシーズンのロースターから外れ、10月21日に40人枠から外れAAA級ラウンドロック・エクスプレスに降格した。10月24日にFAとなった。

### ヤンキース傘下時代
2016年1月25日、ニューヨーク・ヤンキースとマイナー契約を結び、同年のスプリングトレーニングに招待選手として参加することになった。2月3日にAA級トレントン・サンダーに配属された。

### レイズ傘下時代
2016年4月2日、金銭トレードでタンパベイ・レイズに移籍し、AAA級ダーラム・ブルズに配属された。5月20日に自由契約となった。

### マーリンズ傘下時代
2016年5月26日、マイアミ・マーリンズとマイナー契約を結び、AAA級ニューオーリンズ・ゼファーズに配属された。8月2日に自由契約となった。

### カブス傘下時代
2017年1月9日、シカゴ・カブスとマイナー契約を結んだ。1月12日にAAA級アイオワ・カブスに配属された。

## 詳細情報

### 年度別打撃成績
| 年 度    | 球 団    | 試 合 | 打 席 | 打 数 | 得 点 | 安 打 | 二 塁 打 | 三 塁 打 | 本 塁 打 | 塁 打 | 打 点 | 盗 塁 | 盗 塁 死 | 犠 打 | 犠 飛 | 四 球 | 敬 遠 | 死 球 | 三 振 | 併 殺 打 | 打 率 | 出 塁 率 | 長 打 率 | O P S |
| -------- | -------- | ----- | ----- | ----- | ----- | ----- | -------- | -------- | -------- | ----- | ----- | ----- | -------- | ----- | ----- | ----- | ----- | ----- | ----- | -------- | ----- | -------- | -------- | ----- |
| 2009     | MIL      | 1     | 1     | 1     | 1     | 1     | 0        | 0        | 0        | 1     | 0     | 0     | 0        | 0     | 0     | 0     | 0     | 0     | 0     | 0        | 1.000 | 1.000    | 1.000    | 2.000 |
| 2011     | HOU      | 52    | 173   | 154   | 9     | 29    | 8        | 1        | 0        | 39    | 11    | 0     | 0        | 3     | 2     | 10    | 4     | 4     | 49    | 5        | .188  | .253     | .253     | .506  |
| 2012     | HOU      | 27    | 85    | 78    | 5     | 21    | 2        | 0        | 4        | 35    | 13    | 0     | 1        | 1     | 1     | 4     | 0     | 1     | 19    | 2        | .269  | .310     | .449     | .758  |
| 2013     | HOU      | 64    | 210   | 191   | 16    | 43    | 5        | 0        | 7        | 69    | 20    | 0     | 0        | 1     | 1     | 10    | 1     | 7     | 60    | 3        | .225  | .287     | .361     | .648  |
| 2014     | HOU      | 55    | 190   | 170   | 22    | 40    | 6        | 0        | 6        | 64    | 19    | 0     | 0        | 1     | 2     | 14    | 0     | 3     | 37    | 3        | .235  | .302     | .376     | .678  |
| 2015     | TEX      | 33    | 121   | 107   | 10    | 19    | 4        | 0        | 3        | 32    | 15    | 0     | 0        | 2     | 2     | 6     | 0     | 4     | 40    | 1        | .178  | .244     | .299     | .543  |
| MLB：6年 | MLB：6年 | 232   | 780   | 701   | 63    | 153   | 25       | 1        | 20       | 240   | 78    | 0     | 1        | 8     | 8     | 44    | 5     | 19    | 205   | 14       | .218  | .280     | .342     | .622  |

- 2017年度シーズン終了時

### 背番号
- 32 (2009年)
- 22 (2011年 - 2014年)
- 3 (2015年)